# ディセンダント4
『ディセンダント4』（原題：Descendants: The Rise of Red）は、ディズニー・チャンネル・オリジナル・ムービーの映画。『ディセンダント』シリーズ4作目だが、これまでのとは異なり、スピンオフ作品に近い。監督は ジェニファー・ファン。

## 概要
2022年9月にアメリカカリフォルニア州アナハイムで開催された世界最大のディズニーのファンイベントD23 Expo 2022で『ディセンダント』シリーズの完全新作となる本作品の製作が発表された。『ディセンダント3』までのメインキャストとは異なり、本作品からはメインキャストが一新する。製作当初の原題タイトルは、「Descendants: The Pocketwatch」で、正式な原題タイトルは「Descendants: The Rise of Red」となった。本作品はディズニープラスでの独占配信も決定している。

## ストーリー
オラドン合衆国、ロスト島、ワンダーランドが舞台。『ふしぎの国のアリス』のハートの女王の娘であるレッドと、『シンデレラ』のシンデレラとチャーミング王子の娘であるクロエが、オラドン合衆国で祝福をしている時にある混乱に巻き込まれ、互いに協力することになる。正反対の2人は、クーデターを阻止するために、マッドハッターの息子が創った懐中時計を使って過去に戻り、止めることになる。

## 登場人物
レッド
演 - カイリー・キャントラル
『ふしぎの国のアリス』のハートの女王の娘。
クロエ
演 - マリア・ベイカー
『シンデレラ』のシンデレラとチャーミング王子の娘。
ウマ
演 - チャイナ・アン・マクレーン
『リトルマーメイド』アースラの娘の一人。
ウリヤナ
演 -  ダラ・レネー
『リトルマーメイド』アースラの娘一人でウマの妹。